# Universidade de Mulheres do Japão
A Universidade de Mulheres do Japão (日本女子大学, Nihon joshi daigaku) é a maior e mais antiga universidade privada para mulheres do Japão. Foi estabelecida em 20 de abril de 1901, pelo educador e reformista Jinzo Naruse, cujo princípio era "educação para as mulheres, com espiritualidade sagrada e com dignidade do povo japonês". 
A universidade possui cerca de 6 mil estudantes e um corpo docente de 200 pessoas. Possui dois campi, nomeados a partir dos bairros em que se localizam: Mejirodai (目白台), em Bunkyō, em Tóquio, e Nishi-Ikuta (西生田) na cidade de Kawasaki, na província de Kanagawa.

## Faculdades
- Economia doméstica
- Ciências Humanas
- Artes integradas e Ciências Sociais
- Ciências

## Ex-alunas notáveis
- Raicho Hiratsuka, escritora, jornalista e ativista política feminista
- Keiko Matsui, cantora e compositora
- Yuriko Miyamoto, romancista
- Toshiko Tamura, romancista
- Yumie Hiraiwa, romancista
- Rumiko Takahashi, mangaka
- Kazuyo Sejima, arquiteta